# 岸田文雄偽動画拡散問題
岸田文雄偽動画拡散問題（きしだふみおにせどうがかくさんもんだい）は、生成AIなどを利用して作成された日本国第100・101代内閣総理大臣の岸田文雄のディープフェイク動画がSNSで拡散された問題である。

## 背景
問題とされた動画は、2023年夏にニコニコ動画などに投稿された。動画の長さは3分43秒であり、そのうちの30秒を抜粋したものが2023年11月2日にX（旧Twitter）に投稿され、同月3日までに232万回以上閲覧された。投稿を閲覧したユーザーからは、「AI普及の弊害」「悪意のあるフェイク動画」などの批判が書き込まれた。
動画は大阪府の25歳の男性が制作して投稿したものである。男性は、2022年から岸田や元首相の安倍晋三などの偽の動画を制作して投稿していた。男性はこれらの偽の動画を制作して投稿した理由について、「総理大臣は誰でも知っている象徴的な存在だから、注目を集めやすい」と説明し、「混乱させる意図はなく、『笑ってほしい』という目的で作った。風刺のようなもの」と述べた。

## 動画の内容
問題とされた動画は、スーツ姿の岸田が卑猥な発言をしたかのように見せかけたものであり、発言や投稿者名などが卑猥な内容を示唆するものとなっている。動画の右上には、日本テレビのニュース専門チャンネル「日テレNEWS24」のロゴが入っている。また、「LIVE」や「BREAKING NEWS」などのテロップが表示されており、同番組内で緊急速報として生中継した発言であるかのように見せかけている。
動画を制作して投稿した男性によると、岸田の音声を生成AIに学習させるのには、インターネット上で公開されている岸田の記者会見や自民党大会の演説などの動画を利用し、自身の音声を岸田の偽の音声に変換して、卑猥な発言を吹き込んだという。映像には岸田のオンライン記者会見を報じた日本テレビの番組を利用し、セリフに合うように岸田の口を動かしたり、テロップを制作するなどして、1時間足らずで動画を制作したという。

## 反応
- 日本テレビは、同局の報道番組などでこの動画がフェイク動画であると認定し、「放送、番組ロゴをこのようなフェイク動画に悪用されたことは、到底許すことはできません。フェイク動画について今後も必要に応じて然るべき対応をして参ります」とコメントし、注意を呼びかけた[3]。
- 内閣官房長官の松野博一は、2023年11月6日午前の記者会見で岸田の偽の動画が発信されたことについて、「政府の情報を偽って発信することは、民主主義の基盤を傷つけることにもなりかねず、行われるべきではない」と語った[4]。
- デジタル大臣の河野太郎は、岸田の偽の動画がSNSで拡散されていることについて、AIで生成された動画を見分けるための技術などの偽情報対応について、「真剣に考えなければいけない時代になっている」と問題視した[5]。
- 岸田本人は、マニラ訪問時に秘書官が差し出したスマートフォンの画面を介してこの動画の存在を認知し、驚愕したという。動画の内容にショックを受けると同時に「こんなものがどんどん出てきたら大問題だ」と苦言を呈したともされている[6]。